# Kami-sama no Iu Tōri
Kami-sama no Iu Tōri (神さまの言うとおり "Như lời Thần thánh nói") là một bộ phim kinh dị siêu nhiên Nhật Bản năm 2014 của đạo diễn Takashi Miike . Nó dựa trên phần đầu tiên của bộ truyện tranh cùng tên của Muneyuki Kaneshiro và Akeji Fujimura. Phim được phát hành trên các phương tiện truyền thông gia đình ở Hoa Kỳ bởi Funimation .

## Cốt truyện
Học sinh trung học Shun Takahata dành phần lớn thời gian để chơi các trò chơi điện tử bạo lực. Một buổi sáng ở trường, cậu cũng than thở rằng cuộc sống của mình thật nhàm chán. Trong giờ học, đầu của giáo viên nổ tung trong máu và những viên bi đỏ . Từ gáy của người giáo viên hiện ra một con búp bê Daruma có tri giác . Shun, cùng với người bạn Satake và cả lớp của họ, đột nhiên thấy mình bị buộc phải tham gia vào một trò chơi chết chóc Daruma-san ga koronda , với việc các học sinh lần lượt bị giết mỗi khi họ di chuyển. Hơn nữa, trò chơi có giới hạn thời gian, tất cả mọi người đều có số phận sẽ chết nếu hết giờ. Khi con búp bê quay về phía bảng đen, anh ấy để lộ một nút trên lưng mà học sinh có thể cố gắng nhấn để kết thúc trò chơi trước khi hết giờ. Với sự giúp đỡ của Satake, Shun cố gắng chạm tới nút và nhấn nó để kết thúc trò chơi, nhưng Satake chết, tiết lộ rằng chỉ người nhấn nút mới sống.
Sau khi kết thúc trò chơi, Shun gặp người bạn Ichika Akimoto của mình và họ đi đến phòng tập thể dục của trường. Ở đó, họ bắt đầu trò chơi thứ hai, Belling the Cat , có Maneki-neko , trong đó các học sinh hóa trang thành chuột cố gắng ném một chiếc chuông vào một cái vòng gắn trên cổ của một con mèo khổng lồ đang vẫy gọi, trong khi cố gắng không để bị ăn thịt hoặc nghiền nát. Trò chơi giành chiến thắng với sự trợ giúp của Takeru Amaya, một người bạn cùng lớp gặp rắc rối, người đã đánh đập các học sinh khác, dường như thích thú với cơ hội chứng kiến rất nhiều cái chết và giết tất cả những người sống sót khác ngoài Shun và Ichika sau khi chiến thắng trò chơi. Ba người họ sau đó bị bất tỉnh do khí ngủ do con mèo thải ra. Họ thức dậy và thấy mình cùng với những học sinh khác trong một căn phòng bên trong một khối lập phương bay khổng lồ bay lơ lửng trên Tokyo , đối mặt với bài kiểm tra tiếp theo. Sau đó, tiết lộ rằng học sinh trên khắp thế giới đang phải đối mặt với các bài kiểm tra tương tự, và một số ít người sống sót đang được đưa vào bên trong các khối lập phương để tiếp tục nhiệm vụ của họ ở đó.
Trò chơi tiếp theo là Kagome Kagome , trong đó các học sinh phải bị bịt mắt và đoán xem con nào trong số bốn con búp bê gỗ Kokeshi nổi đang ở phía sau chúng trong vòng 10 giây sau khi kết thúc một bài hát ngắn. Nếu không làm như vậy, họ sẽ bị chiếu tia laser đỏ và những con búp bê sẽ sử dụng kỹ thuật điều khiển từ xa để phá hủy cơ thể của họ. Nếu người chơi đoán được ai đứng sau họ và Kokesh thua cuộc, tất cả họ sẽ phát nổ và một trong số họ sẽ đưa ra đáp án và học sinh có thể rời khỏi phòng và bước vào giai đoạn tiếp theo. Shun gặp và cứu người bạn cùng lớp cũ Shoko Takase bằng cách giành chiến thắng trong trò chơi, trong khi hai người bạn cùng phòng của họ, Taira và Taoka, bị giết, và bộ đôi đoàn tụ với Ichika và một người chơi khác, Yukio Sanada, người mà họ cứu khỏi bị giết bởi người thứ năm. Kokeshi bằng cách nắm tay họ.
Cả bốn cùng Eiji Oku và Kotaro Maeda lên cấp độ tiếp theo, nơi họ phải sử dụng chìa khóa của mình để mở khóa chiếc đầu Kokeshi khổng lồ đang mỉm cười. Amaya mang thêm ba chiếc chìa khóa nữa và giết một tù nhân mà anh ta đưa vào phòng. Bảy người sống sót sử dụng chìa khóa của họ và cái đầu khổng lồ lăn đi để đào một đường hầm dẫn vào căn phòng bên cạnh. Trong khi đó, mỗi người chơi được hiển thị trên màn hình tivi để những người khác xem. Trò chơi tiếp theo là Shirakuma , một chú gấu Bắc Cực màu trắng xuất hiện trước mặt họ trong một căn phòng đông lạnh. Các học sinh đều phải trả lời trung thực các câu hỏi của gấu trắng; nếu không, họ sẽ buộc phải chọn ra người mà họ nghi ngờ đang nói dối để bị giết. Shoko và Yukio bị giết, và Shun nhanh chóng nhận ra rằng con gấu là kẻ nói dối thực sự và màu sắc thực sự của nó là màu đen, do đó đã giành chiến thắng trong trò chơi và sống sót cùng bốn học sinh còn lại.
Trò chơi cuối cùng, do ba con búp bê Matryoshka trình bày , là trò chơi đá vào lon phải hoàn thành trước khi mặt trời lặn. Năm người còn lại mỗi người chọn một cây gậy, người lấy được cây màu đỏ sẽ đóng vai " Ác quỷ ". Ai bị "Ác quỷ" nhìn thấy mặt và gọi ra sẽ bị bắt và tống vào xà lim. Đá lon vào giữa sẽ khiến nó phát nổ, giết chết những người chơi ở gần. Takeru lấy được cây gậy màu đỏ và ngay sau đó Oku, Maeda và Ichika bị anh ta bắt được trong khi Shun tìm thấy áo giáp để che mặt khi lẩn trốn. Shun rơi xuống biển khi xích Takeru vào áo giáp. Khi Takeru cố gắng kéo bộ giáp lên để tránh bị kéo xuống, Shun trèo lên trở lại và giải thoát mình khỏi bộ giáp. Cả hai cùng chạy đua về phía chiếc lon, và Shun đã đá thành công chiếc lon trước, qua đó giành chiến thắng trong trò chơi. Búp bê Matryoshka tiết lộ rằng trên thực tế, vụ nổ là dối trá và không ai trong số chúng sẽ bị giết nếu thua trò chơi. Họ tổ chức một bữa tiệc kem, nơi họ tìm hiểu số phận của mình trên thanh gỗ và mục đích của trò chơi cuối cùng chỉ đơn giản là để giải trí. Shun và Takeru sống sót trong khi Ichika, Eiji và Kotaro bị giết bởi con búp bê Matryoshka thứ tư bằng tia laze làm chúng tan rã. Shun và Takeru xuất hiện trên đỉnh của khối lập phương, nơi họ nhìn thấy đám đông cổ vũ cho họ, trong khi Enokida Takumi, một hikikomori , người đã theo dõi họ từ phòng của mình, đi ra khỏi nhà, có thể để tìm ra danh tính thực sự của "Chúa" .
Takeru ăn mừng trong khi Shun quỳ gối tuyệt vọng vì mất đi bạn bè, nói rằng "không có Chúa". Một trong những con búp bê Matryoshka đã sửa lỗi cho anh ta và gợi ý rằng những trò chơi chết người đó sẽ dẫn họ đến với "Chúa", vì nó cho anh ta thấy một kẻ lang thang cũng là người quan sát và là "Chúa" đằng sau những trò chơi tử thần này.

## Diễn xuất
- Sota Fukushi vai Shun Takahata
- Hirona Yamazaki vào vai Ichika Akimoto
- Ryūnosuke Kamiki vào vai Takeru Amaya
- Mio Yūki vai Shoko Takase [2]
- Shota Sometani vào vai Satake [2]
- Jingi Irie trong vai Eiji Oku
- Ryosuke Yamamoto vào vai Mikinori Taira
- Minori Hagiwara trong vai Yumi Taoka
- Sasuke Otsuru vào vai Yukio Sanada
- Naoto Takahashi trong vai Kotaro Maeda
- Nijiro Murakami vai Haruhiko Yoshikawa
- Lily Franky vai Người vô gia cư/Chúa
- Nao Omori vai Takumi
- Dori Sakurada vai Lớp trưởng (khách mời)
- Atsuko Maeda vai Maneki-neko (lồng tiếng)
- Tsutomu Yamazaki vai Gấu Bắc Cực (lồng tiếng)

## Phòng vé
Phim thu về 1,5 triệu USD nội địa ở Nhật Bản trong tuần đầu tiên công chiếu vào tháng 11.

## Tranh cãi
Bộ phim truyền hình K-drama kinh dị sinh tồn năm 2021 Squid Game đã bị cáo buộc đạo văn bộ phim vì cả hai đều liên quan đến trò chơi dành cho trẻ em mà hình phạt nếu thua là tử hình. Tuy nhiên, biên kịch kiêm đạo diễn Hwang Dong-hyuk khẳng định ông đã viết kịch bản của Squid Game vào năm 2009 (năm năm trước khi As the Gods Will được phát hành), nói rằng "những điểm tương đồng được chỉ ra hoàn toàn là ngẫu nhiên và không có sự sao chép nào từ cả hai bên." ."